# 일반용 시간 규약
일반용 시간 규약(Generalized Timing Formula, GTF)은 아날로그 VGA 디스플레이 인터페이스에 대한 컴포넌트 비디오 신호의 정확한 매개변수를 정의하는 VESA의 표준이다.
표준에서 정의하는 비디오 매개변수에는 수평 귀선소거(재추적) 및 수직 귀선소거 간격, 수평 주파수 및 수직 주파수(총칭하여 픽셀 클럭 속도 또는 비디오 신호 대역폭), 수평/수직 동기 극성이 포함된다. 사전 정의된 개별 모드(VESA DMT)와 달리 GTF의 공식을 사용하여 범위 내 모든 모드를 생성할 수 있다.
GTF 호환 디스플레이는 신호 주파수로부터 블랭킹 간격을 계산하여 적절하게 중앙에 위치한 이미지를 생성할 것으로 예상된다. 동시에 호환 그래픽 카드는 계산을 사용하여 디스플레이에서 작동할 신호(당시 일반 CRT 디스플레이에 대한 GTF 기본 공식 또는 EDID 신호를 통해 제공되는 사용자 정의 공식)를 생성할 것으로 예상된다.
예를 들어 이러한 매개변수는 XFree86 Modeline에서 사용된다.
이 비디오 타이밍 표준은 무료로 제공된다.

## 같이 보기
- 확장된 디스플레이 식별 데이터
- 비디오 전자공학 표준위원회